# Нішіо Ішін
Нішіо Ішін (яп. 西尾 維新, нар. 1981) ― псевдонім японського письменника, автора манґи та сценариста.
Перший твір Нішіо, роман «Цикл обезголовлення», опублікований видавництвом Коданша в 2002, був відзначений премією Мефісто. У 2005 році вийшла перша книга серії «Моноґатарі» (укр.: Історії), яка на зараз налічує 29 томів. Ця серія була екранізована студією Shaft в аніме з назвою  Bakemonogatari  (яп. 化物語, укр: «Історії монстрів»), що є також назвою перших двох томів ранобе. Його ранобе «Катанаґатарі (Історія мечів)», «Джуні тайсен (Війна дванадцяти)», «Цикл обезголовлення», а також манґа «Скринька Медаки» теж мають аніме-екранізації. Нішіо Ішін співпрацював із Цуґумі Обою (відомий як автор «Зошиту смерті») та Такеші Обатою, пишучи книгу «Інший зошит: справа про серійні вбивства BB у Лос-Анджелесі». Між 2009 і 2016 він входив до списку десяти найпродаваніших авторів у Японії та мав найбільші продажі в 2012 та 2014. Станом на листопад 2022 року тираж його романів і манґи перевищив 36 мільйонів копій.
У творах Нішіо часто трапляються розлогі та дотепні діалоги. Його вважають автором, який поєднує роман і ранобе та використовує жанри містики, іноді детективу та секайкей, з численними посиланнями на іншу манґу та аніме.
Псевдонім «Нішіо Ішін» є палідромом, тобто він однаково читається в обох напрямках (зліва направо та справа наліво). Для збереження цієї властивості, англійською його транслітерують як Nisio Isin (NISIOISIN).

## Кар'єра
Нішіо Ішін захоплювався манґою з дитинства та хотів стати манґакою. Проте, бачачи відсутність прогресу в навичках малювання, він вирішив стати романістом, зазначивши, що поганий почерк йому не завадить. Він навчався в коледжі політичних наук університету Ріцумейкан і покинув університет, не закінчивши.
На початку своєї кар'єри, коли Нішіо надсилав роботи для журналів, його сильною стороною була швидкість роботи, одного разу він подав дві чи три роботи на одну премію. У 2002 році Нішіо написав перший роман серії «Зареґото (Нісенітниці)» — «Цикл обезголовлення», що принесло йому 23-ю премію Мефісто. На той час йому було двадцять років, і його гаслом було «Нішіо Ішін, 20-річний хлопець з Кіото». Після цього він за три дні написав другу частину серії «Романтик задушення».
Він досі працює з журналом «Мефісто», а також працював із «Коданша» над літературними журналами «Фауст» і «Пандора». Нішіо також опублікував свою дванадцятитомну серію «Катанаґатарі (Історія мечів)» протягом дванадцяти місяців для лінійки Kodansha Box у 2007 році. Рюсуй Сейрьоїн зробив те саме, і сайт Kodansha Box заявив, що це був перший випадок у світі, коли два автори створили щомісячні серії романів у дванадцяти томах одночасно.
Нішіо Ішін відомий найбільше завдяки серії «Моноґатарі (Історії)», яка розпочалась як трилогія оповідань у журналі «Мефісто» в 2005 році та розвинулась у серію з 29 томів. Історії були екранізовані як аніме аж до «Зоку оварімоноґатарі (Останні історії: продовження)», також за ними є манґа. Серіал стабільно досягав великих продажів, лише перші два сезони, «Бакемоноґатарі (Історії чудовиськ)» і «Нісемоноґатарі (Історії підробок)», продалися понад мільйоном дисків DVD та Blu-ray, станом на вересень 2012 року.
З 2009 по 2016 рік Нішіо Ішін був одним із 10 найбільш продаваних авторів у Японії, займаючи місце в трійці лідерів протягом трьох років, а у 2012 та 2014 роках посів перше місце як найбільш продаваний автор у країні. У ті роки він продав 1408319 примірників і 997211 примірників відповідно. Станом на листопад 2022 року тираж його романів і манґи перевищив 36 мільйонів примірників. База даних перекладів Publishers Weekly повідомила, що з 2008 по 2018 рік 19 романів Нішіо було перекладено англійською мовою, що робить його автором із другою найбільшою кількістю англійських перекладів в США за той період часу.

## Стиль
Від самого початку характерною рисою творів Нішіо стали каламбури й іронічні діалоги. Коли його запитали, чи пов'язане те, що він використовує комедійний стиль мандзай із тим, що він родом із регіону Кансай, Нішіо відповів: «Думаю, я просто кансайська людина». Він відчуває, що «діалог — це характер» і тому більше зосереджується на діалогах, ніж на зовнішності персонажів. У роботах Нішіо фігурують численні жіночі персонажі, бо йому легше дається зобразити їх унікальними, в тому числі зовнішньо.
Найбільше на нього вплинули речі на зразок манґи журналу Shonen Jump, а також шьоджьо-манґа в цілому.  Щодо манґи, то він є пристрасним шанувальником «Химерних пригод ДжоДжо». У діалозі з її автором, Хірохіко Аракі, він прокоментував, що це «манґа, яку він хотів би, щоб усе людство прочитало». У його творах достатньо часто можна бачити посилання на ДжоДжо. У новелізаційному проекті «VS JOJO», разом з Кохеєм Кадоно та Отаро Майджьо, Нішіо написав пізніше опублікований роман JoJo's Bizarre Adventure Over Heaven.
Він має унікальний спосіб називати своїх героїв. Прагнучи визначити персонажів їхніми іменами, Нішіо не просто дає їм незвичайні імена. Коли справа доходить до імен, його описують як «химерного» та «надзвичайно дивного». Прикладами є Кікі Кікіцу, Шікіґіші Кішікі, Шікізакі Кікі, Шібукі Шібуші, Мукае Емукае, Сукінасакі Сакі та Кісшот Ацерола-оріон Харт-андер-блейд.
Він сказав, що багато чому навчився з романів Кійоші Касая (автор «Війн вампірів»), Хіроші Морі, Нацухіко Кьоґоку, Рюсуя Сейрьоїна і Кохея Кадоно. Нішіо називає цих п'ятьох письменників богоподібними істотами, які сформували його стиль письма.